# Dyslexiförbundet
Dyslexiförbundet (tidigare Dyslexiförbundet FMLS; ännu tidigare Förbundet Funktionsnedsatta Med Läs- och Skrivsvårigheter) är ett funktionshinderförbund som samlar personer med läs- och skrivsvårigheter/dyslexi och matematiksvårigheter/dyskalkyli, deras anhöriga, föräldrar och andra intresserade. Dyslexiförbundet är partipolitiskt och religiöst obundet och utgår från den enskilda personens behov. Förbundet har cirka 7.900 medlemmar organiserade i cirka 60 föreningar runt om i landet.  Ordförande är Bengt-Erik Johansson.

## Verksamhet
Förbundet arbetar med rådgivning och stöd, har en omfattande informationsverksamhet, bedriver intressepolitik och påverkansarbete, ordnar utbildning, möten, föreläsningar och lägerverksamhet. På vissa håll i landet finns även ungdomsverksamhet.
Förbundets tidning heter Läs & Skriv och utkommer med 4-6 utgåvor per år och i en upplaga av i 20 000 exemplar.

## Samarbeten
Förbundet är medlem i Funktionsrätt Sverige och är därmed en aktiv del av svensk funktionsrättsrörelse och har även ett samarbete med övriga svenska dyslexiorganisationer. Förbundet har en rådgivnings-, informations- och utvecklingsverksamhet - Skrivknuten - som vänder sig till allmänhet och skola.

## Projekt
Förbundet driver 2020 projektet Plugga med bilder. Dessförinnan avslutade projekt är: Begriplig text, Orden på jobbet, Begripsam och Talande Textremsa och Syntolkning på bio och TV.